# Шкуновка
Шкуновка — посёлок в Акбулакском районе Оренбургской области России. Административный центр Шкуновского сельсовета.  Население 771 человек (2010), 40 % из них — казахи.

## География
Посёлок находится в южной части Оренбургской области, в подзоне южных сухих степей, на левом берегу реки Малая Хобда, вблизи государственной границы с Казахстаном, на расстоянии примерно 29 километров (по прямой) к юго-западу от посёлка Акбулак, административного центра района. Абсолютная высота — 163 метра над уровнем моря.
Климат
Климат характеризуется как сухой континентальный с морозной зимой и жарким летом. Средняя температура воздуха самого тёплого месяца (июля) — 20-25 °C; самого холодного (января) — −15 — −20 °C. Среднегодовое количество атмосферных осадков составляет 250—280 мм. Снежный покров держится в среднем около 139—140 дней в году.
Часовой пояс
Посёлок Шкуновка, как и вся Оренбургская область, находится в часовой зоне МСК+2. Смещение применяемого времени относительно UTC составляет +5:00.

## Население
| 2010 |
| ---- |
| 771  |

Гендерный состав
По данным Всероссийской переписи населения 2010 года в гендерной структуре населения мужчины составляли 47 %, женщины — соответственно 53 %.
Национальный состав
Согласно результатам переписи 2002 года, в национальной структуре населения казахи составляли 40 % из 946 чел.; русские — 37 %.

## Инфраструктура
Действуют школа, детский сад, фельдшерско-акушерский пункт, дом культуры и библиотека.

## Улицы
Уличная сеть посёлка состоит из восьми улиц и одного переулка.